# Rivière De Troyes
Rivière De Troyes är ett vattendrag i Kanada.   Det ligger i provinsen Québec, i den östra delen av landet, 1 200 km norr om huvudstaden Ottawa.
Trakten runt Rivière De Troyes är nära nog obefolkad, med mindre än två invånare per kvadratkilometer.